# Atletismo nos Jogos Pan-Americanos de 1987 - Maratona feminina
A prova da maratona feminina nos Jogos Pan-Americanos de 1987 foi realizada em 9 de agosto em Indianápolis, Estados Unidos. Foi a primeira vez que a prova foi disputada nos jogos.

## Medalhistas
| Ouro                                 | Prata                            | Bronze                   |
| María del Carmen Cárdenas MEX México | Debbie Warner USA Estados Unidos | Maribel Durruty CUB Cuba |

## Final
| Posição           | Nome                      | Nacionalidade      | Tempo   | Notas |
| ----------------- | ------------------------- | ------------------ | ------- | ----- |
| Medalha de ouro   | María del Carmen Cárdenas | MEX México         | 2:52:06 | PR    |
| Medalha de prata  | Debbie Warner             | USA Estados Unidos | 2:54:49 |       |
| Medalha de bronze | Maribel Durruty           | CUB Cuba           | 2:56:21 |       |
| 4                 | Kathy Molitor             | USA Estados Unidos | 2:56:21 |       |
| 5                 | Ena Guevara               | PER Peru           | 3:01:04 |       |
| 6                 | Nelly Chávez              | BOL Bolívia        | 3:02.48 |       |
| 7                 | Margarita Galicia         | MEX México         | 3:03.01 |       |
| ?                 | Zoila Muñoz               | ECU Equador        | 3:06.06 | NR    |